# Molchat Doma
Molchat Doma — російськомовний білоруський пост-панк-гурт із Мінська, створений у 2017 році. 
Нинішній склад гурту складається з Єгора Шкутко (вокал), Романа Комогорцева (гітара, синтезатор, драм-машина, звукорежисер) та Павла Козлова (бас-гітара, синтезатор). На їхній стиль вплинула російська рок-музика 1980-х років, і його описують як пост-панк, нью-вейв, синті-поп і холодну хвилю. Наприкінці 2010-х років Molchat Doma стали вважатися одним з провідних представників думервейву. 
Вони самостійно випустили свій перший альбом «С крыш наших домов» у 2017 році, а пізніше випустили свій другий альбом «Этажи» у 2018 році через німецький незалежний лейбл Detriti Records. Здобувши популярність у всьому світі, у 2020 році вони підписали контракт з американським незалежним лейблом Sacred Bones Records, який перевидав їхні альбоми, що стало їх першими релізами в Північній Америці. Їхній третій студійний альбом «Monument», було випущено 13 листопада 2020 року. Через 4 роки, 6 вересня, группа випустила четверту платівку своїх пісень - «Belaya Polosa». Альбом відрізняється від трьох попередніх своєю особливою мрачністю та відходом від звичайного думерського пост-панк звучання.
Наразі Molchat Doma жодного разу не співали білоруською. В 2020 році на запитання про це вони відповіли, що співати російською їм «зручніше».
Починаючи з 2021 року группа базується у Лос-Анджелесі, США.

## Дискографія
- 2016 — «С крыш наших домов» (LP)
- 2018 — «Этажи» (LP)
- 2020 — «Monument» (LP)
- 2024 — «Belaya Polosa» (LP)
- 2025 — «Live at Panorama Hotel» (EP)

## Політична позиція
У 2020 році під час акцій протесту по всій Білорусі, що відбулися після виборів президента країни, учасники колективу підтримали протестувальників у своїй групі у ВКонтакте, а пізніше взяли участь у створенні музичної благодійної збірки For Belarus, кошти від поширення якої пішли на підтримку постраждалих учасників акцій протесту.
На початку літа 2021 року група стала учасником музичного марафону «Агенты лета», який проводить видання Meduza. Група висловилася у підтримку видання, яке втратило фінансування, через статус «іноземного агента» в Росії.
Наприкінці лютого 2022 року група записала відеозвернення, в якому засудила вторгнення Росії в Україну. Музиканти повідомили, що частина коштів від запланованих концертів буде надіслана потерпілим мирним жителям від війни.